# Jenny Agutter
Jennifer Ann Agutter OBE (sinh ngày 20 tháng 12 năm 1952) là nữ diễn viên người Anh Quốc. Bà từng thắng một giải Emmy vào năm 1971.